# The Fleet's In
The Fleet's In (1942) és una pel·lícula musical produïda per Paramount Pictures, dirigida per Victor Schertzinger, i protagonitzada per Dorothy Lamour i William Holden. Encara que comparteix el títol de la pel·lícula de 1928 protagonitzada per Clara Bow i Jack Oakie, no era una nova versió. De fet, va ser la segona pel·lícula de la versió de 1933 de Kenyon Nicholson i Charles Robinson Sailor, Beware!, animada amb cançons de Schertzinger i lletres de Johnny Mercer. La banda sonora inclou els èxits populars "Tangerine" i "I Remember You".

## Argument
El tímid mariner Casey Kirby es converteix de sobte en un llop de mar quan és fotografiat al costat d'una actriu famosa. Els seus companys llavors fan una aposta, per veure si és capaç de conquerir una freda cantant de night-club coneguda com la Comtessa.

## Al voltant de la pel·lícula
- És el primer llargmetratge de Betty Hutton.
- Una de les més de 700 produccions de Paramount, entre 1929 i 1949, que van ser vengudes a la MCA / Universal el 1958 per a la distribució de televisió, i han estat controlades per Universal des de llavors.
- "Tangerina", escrita per Johnny Mercer i Victor Schertzinger i introduïda per Jimmy Dorsey i la seva orquestra en la pel·lícula, ha esdevingut un estàndard de la The Big Band Era, aconseguint el lloc número 1 de Billboard durant sis setmanes el 1942.[2]

## Repartiment
- Dorothy Lamour: La comtessa
- William Holden: Casey Kirby
- Eddie Bracken: Barney Waters
- Betty Hutton: Bessie Day
- Cass Daley: Cissie
- Gil Lamb: Spike
- Leif Erickson: Jake
- Roy Atwell: Arthur Sidney

En els seus propis papers
- Jimmy Dorsey i la seva orquestra
- Bob Eberly
- Helen O'Connell